# San Antonio Road

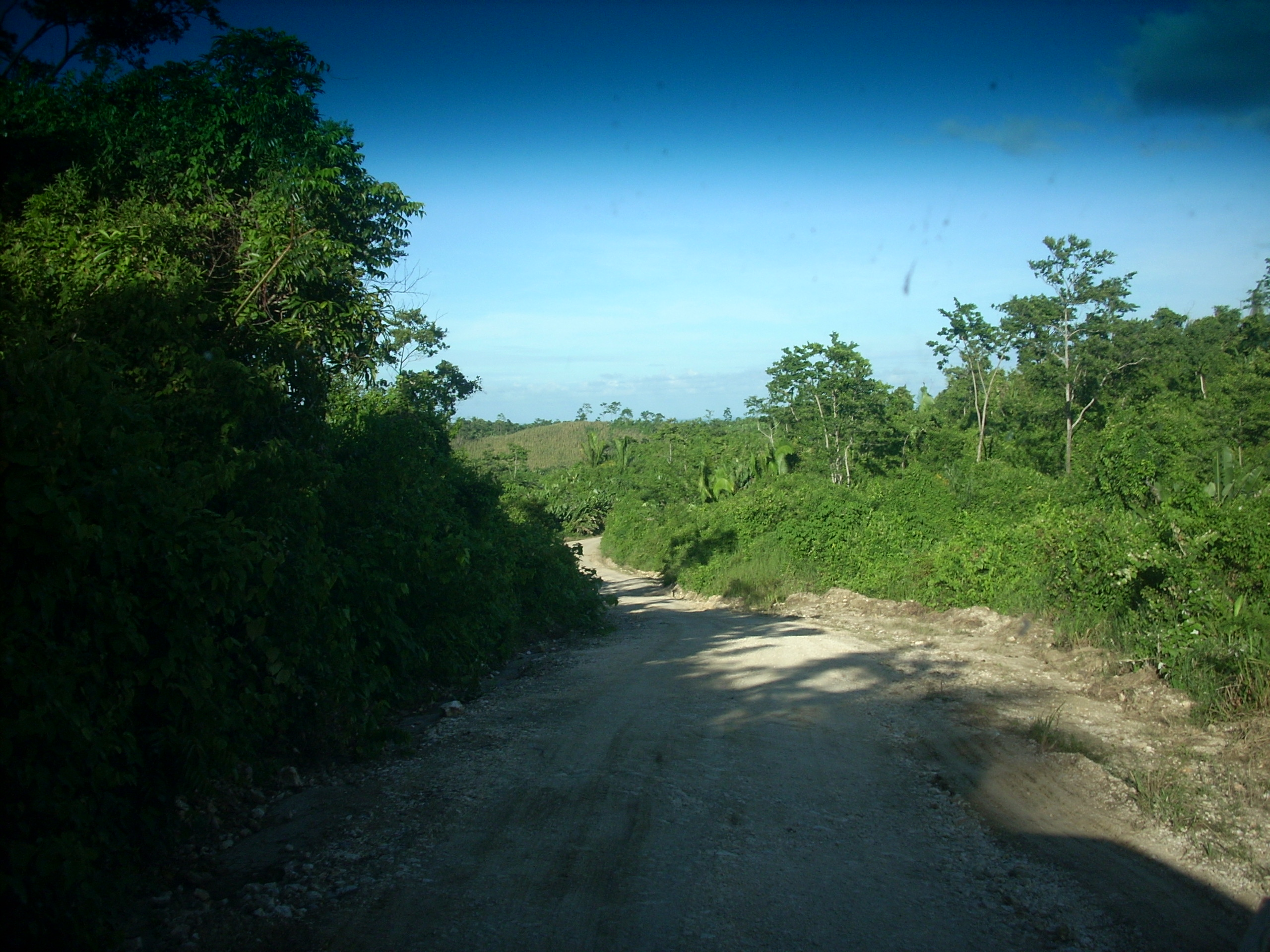
San Antonio Road 2010

Die San Antonio Road ist eine Straße im Distrikt Toledo im Süden von Belize. Die Straße wurde erst in den 2010er Jahren asphaltiert.

## Verlauf
Die Straße beginnt am Southern Highway in Dump. Von dort läuft die Straße nach Osten durch die Orte Mafredi, San Antonio (nach welchem die Straße benannt ist), Santa Cruz, Santa Elena und Pueblo Viejo. Von Pueblo Viejo läuft die Straße wieder zur Grenze von Guatemala etwas südlich von Jalacte, zum Ort Santa Cruz Frontera in Guatemala. Die Straße geht in Guatemala unasphaltiert weiter und führt nach Chacte. Dort mündet sie in die CA-13. Es gibt (2018) keinen offiziellen Grenzübergang. Es ist jedoch geplant, einen Grenzübergang einzurichten.

## Brücken
Die Straße führt über zahlreiche Brücken, unter anderem über den Mafredi Creek, Blue Creek und Aguacate Creek.